# Edo Zanki
Edward Zanki, dit Edo Zanki, né le 19 octobre 1952 à Zadar (Yougoslavie) et mort le 1er septembre 2019, est un chanteur et musicien allemand.

## Discographie
- 1972 : Feelin’ Alright
- 1973 : The Eagle Flies
- 1977 : Jetzt komm’ ich
- 1979 : Jump Back
- 1980 : Here Comes the Night
- 1983 : Wache Nächte
- 1984 : Gib mir Musik
- 1985 : Ruhig Blut
- 1990 : Und wir kriegen uns doch
- 1992 : Ich muss verrückt sein
- 1994 : Komplizen
- 1995 : 10
- 2001 : Die ganze Zeit
- 2008 : ... alles was zählt
- 2009 : Die Bewegungen sind lächerlich, aber das Gefühl ist maximal!
- 2009 : 82-92 (compilation)
- 2011 : Zu viele Engel
- 2012 : Hautnah